# Список игроков хоккейного клуба «Лада»
Игроки хоккейного клуба «Лада» (Торпедо) 1976—2008 года.
В датах указаны года начала/конца сезона независимо от количества матчей, проведённых игроком за клуб в этом сезоне. Указываются даты непрерывных выступлений за клуб, если имели место игры за другой клуб, то даты разрываются. Цветом выделены игроки, сыгравшие менее 5 матчей в команде.
| # А Б В Г Д Е Ё Ж З И К Л М Н О П Р С Т У Ф Х Ц Ч Ш Щ Э Ю Я |

## А
| Игрок                            | Родился         | Год                  | Страна      | Амплуа     |
| -------------------------------- | --------------- | -------------------- | ----------- | ---------- |
| Абдрафиков Ринат                 | 1969            | 1988—1989            | Флаг СССР   | нападающий |
| Абдуллин, Денис Маратович        | 1 января 1985   | 2005—2006, 2007—2008 | Флаг России | нападающий |
| Аверин Николай                   | 1954            | 1976—1977            | Флаг СССР   | защитник   |
| Агулин Сергей                    | 1957            | 1985—1987            | Флаг СССР   | нападающий |
| Акифьев, Алексей Валерьевич      | 22 января 1976  | 1998—2000, 2001—2003 | Флаг России | нападающий |
| Алексеев, Алексей Александрович  | 24 апреля 1974  | 1991—1994, 1997—1999 | Флаг России | нападающий |
| Алексеенко Михаил                | 1948            | 1979—1980            | Флаг России | защитник   |
| Андронов, Сергей Владимирович    | 19 июля 1989    | 2006—2008            | Флаг России | нападающий |
| Андреев Аркадий                  | 1962            | 1988—1990            | Флаг России | нападающий |
| Антипин, Владимир Юрьевич        | 18 апреля 1970  | 2000—2001            | Флаг России | защитник   |
| Аргоков, Артём Владимирович      | 16 января 1976  | 1998—1999            | Флаг России | защитник   |
| Афанасьев, Денис Владимирович    | 28 августа 1979 | 1998—1999            | Флаг России | нападающий |
| Афанасенков, Дмитрий Анатольевич | 12 мая 1980     | 2004—2005            | Флаг России | нападающий |
| Афиногенов, Денис Александрович  | 15 марта 1974   | 1999—2002            | Флаг России | нападающий |
| Афонин Валерий                   | 1959            | 1981—1982            | Флаг России | нападающий |

## Б
| Игрок                              | Родился         | Год                             | Страна                        | Амплуа     |
| ---------------------------------- | --------------- | ------------------------------- | ----------------------------- | ---------- |
| Бабий, Сергей Олегович             | 1965            | 1989—1990                       | Флаг СССР                     | нападающий |
| Бадешко Сергей                     | 1957            | 1978—1980                       | Флаг СССР                     | защитник   |
| Баженко Валерий                    | 1956            | 1978—1986                       | Флаг СССР                     | защитник   |
| Баландин, Михаил Юрьевич           | 27 июля 1980    | 2001—2004                       | Флаг России                   | защитник   |
| Балмочных, Максим Васильевич       | 7 марта 1979    | 1996—1999                       | Флаг России                   | нападающий |
| Балычевский Алексей                | 1965            | 1981—1988                       | Флаг СССР                     | защитник   |
| Баннов Павел                       | 1969            | 1986—1990                       | Флаг СССР                     | защитник   |
| Баранов, Константин Петрович       | 11 января 1982  | 2001—2002                       | Флаг России                   | нападающий |
| Барзанов, Сергей Васильевич        | 1960            | 1981—1985                       | Флаг СССР                     | вратарь    |
| Бахмутов, Игорь Анатольевич        | 23 января 1971  | 1998—1999                       | Флаг России                   | нападающий |
| Безруков, Артём Алексеевич         | 1 августа 1982  | 2007—2008                       | Флаг России                   | защитник   |
| Безукладников, Вячеслав Юрьевич    | 7 сентября 1968 | 1993—2001                       | Флаг России                   | нападающий |
| Белкин, Олег Георгиевич            | 11 апреля 1974  | 1994—2006, 2006—2008            | Флаг России                   | нападающий |
| Белов Александр                    | 1963            | 1980—1981                       | Флаг СССР                     | защитник   |
| Белов, Алексей Валерьевич          | 9 декабря 1986  | 2005—2006, 2007—2008            | Флаг России                   | вратарь    |
| Белов, Валерий Геннадьевич         | 24 января 1967  | 1987—1993                       | Флаг России                   | нападающий |
| Белоглав, Радек                    | 11 апреля 1970  | 2002—2003                       | Флаг Словакии                 | нападающий |
| Беляев, Максим Владимирович        | 24 августа 1979 | 2007—2008                       | Флаг Казахстана · Флаг России | нападающий |
| Белянков, Алексей                  | 1975            | 1992—1994                       | Флаг России                   | нападающий |
| Берников, Руслан Вячеславович      | 4 декабря 1977  | 2003—2005                       | Флаг России                   | нападающий |
| Блохин, Евгений Анатольевич        | 29 мая 1979     | 1996—1998                       | Флаг Казахстана · Флаг России | защитник   |
| Бобарико, Евгений Викторович       | 3 февраля 1975  | 1997—1998                       | Флаг России                   | нападающий |
| Богинов, Алексей Дмитриевич        | 1945            | 1976—1979                       | Флаг России                   | защитник   |
| Бодров, Денис Александрович        | 22 февраля 1986 | 2005—2008                       | Флаг России                   | защитник   |
| Бодров, Евгений Александрович      | 8 января 1988   | 2005—2008                       | Флаг России                   | нападающий |
| Бойков, Александр Рафаилович       | 3 февраля 1975  | 2001—2006                       | Флаг России                   | нападающий |
| Бойченко, Павел Николаевич         | 30 апреля 1975  | 2001—2002                       | Флаг России                   | нападающий |
| Болдаков, Константин Иванович      | 6 февраля 1989  | 2010—2011                       | Флаг России                   | Вратарь    |
| Болотин Игорь                      | 1955            | 1976—1977                       | Флаг СССР                     | нападающий |
| Болсуновский, Андрей Леонтьевич    | 17 декабря 1964 | 1990—1996                       | Флаг России                   | вратарь    |
| Борисов Владимир                   | 1966            | 1982—1987                       | Флаг СССР                     | нападающий |
| Бортников Александр                | 1955            | 1976—1977                       | Флаг СССР                     | нападающий |
| Брезгунов, Вадим Анатольевич       | 5 марта 1970    | 1999—2000                       | Флаг России                   | защитник   |
| Брызгалов, Илья Николаевич         | 22 июня 1980    | 1999—2001                       | Флаг России                   | вратарь    |
| Бульин, Владислав Александрович    | 18 мая 1972     | 2001—2003                       | Флаг России                   | защитник   |
| Бумагин, Александр Владимирович    | 1 марта 1987    | 2004—2007                       | Флаг России                   | нападающий |
| Бумагин, Евгений Владимирович      | 7 апреля 1987   | 2006—2007                       | Флаг России                   | нападающий |
| Бурлуцкий, Олег Викторович         | 15 марта 1964   | 1992—1995                       | Флаг России                   | защитник   |
| Бутурлин, Александр Михайлович     | 3 сентября 1981 | 2002—2007                       | Флаг России                   | нападающий |
| Бутурлин, Михаил Михайлович        | 12 мая 1978     | 2005—2007                       | Флаг России                   | нападающий |
| Буцаев, Вячеслав Геннадьевич       | 13 июня 1970    | 1986—1990                       | Флаг СССР                     | нападающий |
| Буцаев, Юрий Геннадьевич           | 11 октября 1978 | 1995—1999, 2003—2005, 2006—2007 | Флаг России                   | нападающий |
| Бущан, Андрей Петрович             | 21 августа 1970 | 1995—1998                       | Флаг России                   | защитник   |
| Быков, Дмитрий Вячеславович        | 5 мая 1977      | 1997—1999                       | Флаг России                   | защитник   |
| Быковских, Александр Александрович | 28 мая 1979     | 1996—1998                       | Флаг России                   | нападающий |
| Бякин, Илья Владимирович           | 2 февраля 1963  | 2000—2002                       | Флаг России                   | нападающий |

## В
| Игрок                          | Родился          | Год                  | Страна        | Амплуа     |
| ------------------------------ | ---------------- | -------------------- | ------------- | ---------- |
| Вакуров Николай                | 1958             | 1978—1981            | Флаг СССР     | нападающий |
| Валиуллин, Эдуард Гусманович   | 28 ноября 1966   | 1994—1995            | Флаг России   | нападающий |
| Варицкий, Игорь Константинович | 25 апреля 1971   | 1997—1998            | Флаг России   | нападающий |
| Васильев, Александр Николаевич | 1964             | 1988—1990            | Флаг СССР     | вратарь    |
| Васильев, Валерий Юрьевич      | 3 июля 1990      | 2007—2008            | Флаг России   | защитник   |
| Вдовин Владимир                | 1970             | 1987—1991            | Флаг СССР     | защитник   |
| Величкин, Игорь Геннадьевич    | 3 июля 1987      | 2005—2006            | Флаг России   | нападающий |
| Веремьев Константин            | 1971             | 1988—1989            | Флаг СССР     | нападающий |
| Верещагин Сергей               | 1951             | 1976—1979            | Флаг СССР     | нападающий |
| Веселовский Евгений            | 1956             | 1979—1983            | Флаг СССР     | нападающий |
| Волков, Константин Николаевич  | 7 февраля 1985   | 2004—2005            | Флаг России   | нападающий |
| Волков, Олег Николаевич        | 26 сентября 1969 | 1986—1999, 2000—2002 | Флаг России   | защитник   |
| Воробьёв, Дмитрий Сергеевич    | 18 октября 1985  | 2003—2008            | Флаг России   | защитник   |
| Воробьёв, Илья Петрович        | 16 марта 1975    | 2003—2006            | Флаг Германии | нападающий |
| Вороненков, Сергей Анатольевич | 17 мая 1980      | 1997—1998            | Флаг России   | защитник   |
| Воронкин, Александр Викторович | 21 сентября 1962 | 1986—1992            | Флаг России   | защитник   |
| Ворошнин, Павел Владимирович   | 23 марта 1984    | 2005—2007            | Флаг России   | защитник   |
| Востриков Анатолий             | 1972             | 1990—1991            | Флаг СССР     | нападающий |
| Востриков, Артём Сергеевич     | 23 марта 1983    | 2001—2002, 2005—2006 | Флаг России   | нападающий |
| Востриков, Сергей Леонтьевич   | 16 января 1964   | 1980—1987            | Флаг СССР     | нападающий |

## Г
| Игрок                            | Родился              | Год                             | Страна        | Амплуа     |
| -------------------------------- | -------------------- | ------------------------------- | ------------- | ---------- |
| Габдуллин, Рустем Фанилевич      | 20 ноября 1977       | 1996—1997                       | Флаг России   | нападающий |
| Галанов, Максим Николаевич       | 13 марта 1974        | ?—?, ?—2002                     | Флаг России   | защитник   |
| Гатиятуллин, Анвар               | 1976                 | 1997—1998                       | Флаг России   | защитник   |
| Гардинер, Брюс                   | 11 февраля 1972(???) | 2002—2003                       | Флаг Канады   | нападающий |
| Гарипов, Артур Рамилевич         | 26 января 1985       | 2005—2006                       | Флаг России   | защитник   |
| Гиричев Виктор                   | 1972                 | 1989—1990                       | Флаг СССР     | защитник   |
| Голубничий, Виталий Викторович   | 8 апреля 1984        | 2005—2006                       | Флаг России   | нападающий |
| Голубцов, Вадим Витальевич       | 2 января 1988        | 2005—2007                       | Флаг России   | нападающий |
| Гомоляко, Сергей Юрьевич         | 19 января 1970       | 2000—2001                       | Флаг Беларуси | нападающий |
| Гончар, Сергей Викторович        | 13 апреля 1974       | 1997—1998                       | Флаг России   | защитник   |
| Горбачёв, Геннадий               | 1956                 | 1983—1987                       | Флаг СССР     | нападающий |
| Горбачёв, Эдуард Юрьевич         | 18 марта 1969        | 1986—??, ??—1998                | Флаг России   | нападающий |
| Гордиюк, Виктор Иосифович        | 11 апреля 1970       | 2007—2008                       | Флаг России   | нападающий |
| Горев, Роман Юрьевич             | 4 августа 1971       | 1998—2000, 2001—2003            | Флаг России   | нападающий |
| Городецкий Владимир              | 1946                 | 1976—1981                       | Флаг СССР     | нападающий |
| Горохов, Илья Владимирович       | 23 августа 1977      | 2002—2003                       | Флаг России   | защитник   |
| Горюнов, Пётр                    | 1967                 | 1989—1994                       | Флаг России   | нападающий |
| Григоренко, Игорь Владимирович   | 9 апреля 1983        | 2001(???)—2005, 2006—2007       | Флаг России   | нападающий |
| Грищенко Алексей                 | 1966                 | 1990—1991                       | Флаг СССР     | защитник   |
| Губарев Александр                | 1958                 | 1982—1988                       | Флаг СССР     | нападающий |
| Гусаков, Евгений Иванович        | 4 февраля 1981       | 2000—2001                       | Флаг России   | нападающий |
| Гусманов, Денис Мидехатович      | 14 ноября 1979       | 2003—2004                       | Флаг России   | нападающий |
| Гуськов, Александр Александрович | 26 ноября 1976       | 1997—1998, 1998—1999, 2006—2007 | Флаг России   | защитник   |
| Гутов, Александр Валерьевич      | 23 марта 1982        | 2002—2004                       | Флаг России   | нападающий |

## Д
| Игрок                           | Родился         | Год                  | Страна      | Амплуа     |
| ------------------------------- | --------------- | -------------------- | ----------- | ---------- |
| Давыдов, Олег Анатольевич       | 16 марта 1971   | 1995—2000            | Флаг России | защитник   |
| Дадакин Андрей                  | 1962            | 1981—1990            | Флаг СССР   | нападающий |
| Девятков, Сергей Николаевич     | 23 декабря 1962 | 1990—1991            | Флаг СССР   | нападающий |
| Денискин, Алексей Николаевич    | 15 декабря 1978 | 1999—2000, 2000—2001 | Флаг России | защитник   |
| Денисов, Владимир Михайлович    | 29 июня 1980    | 2006—2007            | Флаг России | защитник   |
| Дессерт, Юрий Александрович     | 5 сентября 1979 | 1997—1998            | Флаг России | нападающий |
| Десятков, Павел Николаевич      | 28 февраля 1975 | 1992—2000            | Флаг России | нападающий |
| Дмитриев Дмитрий                | 1963            | 1983—1984            | Флаг СССР   | нападающий |
| Докшин, Илья Владимирович       | 1981            | 2005—2006            | Флаг России | нападающий |
| Донсков, Александр Владимирович | 4 февраля 1965  | 1991—1992            | Флаг России | нападающий |
| Доника, Михаил Георгиевич       | 15 мая 1979     | 2007—2008            | Флаг России | защитник   |
| Дроздов, Сергей Игоревич        | 9 мая 1960      | 1991—1992            | Флаг России | вратарь    |
| Дронов, Виктор Михайлович       | 29 июля 1967    | 1993—1994            | Флаг России | защитник   |
| Другов, Виктор Леонидович       | 12 мая 1986     | 2007—2008            | Флаг России | нападающий |
| Дубровин Олег                   | 1964            | 1980—1983            | Флаг СССР   | защитник   |
| Дэмэл, Томаш                    | 20 июня 1978    | 2006—2007            | Флаг Чехии  | нападающий |

## Е
| Игрок                          | Родился         | Год                  | Страна      | Амплуа     |
| ------------------------------ | --------------- | -------------------- | ----------- | ---------- |
| Егоров Александр               | ???             | 1976—1977            | Флаг СССР   | защитник   |
| Ежов, Денис Игоревич           | 28 февраля 1985 | 2001—2002            | Флаг России | защитник   |
| Елаков, Сергей Анатольевич     | 5 сентября 1964 | 1990—1992            | Флаг России | нападающий |
| Емелин, Анатолий Анатольевич   | 3 октября 1964  | 1990—1992, 1993—1998 | Флаг России | нападающий |
| Емелин, Алексей Вячеславович   | 25 апреля 1986  | 2004—2007            | Флаг России | защитник   |
| Емелин, Константин Анатольевич | 4 декабря 1988  | 2006—2007,2010-2011  | Флаг России | нападающий |
| Есипов, Андрей Сергеевич       | 9 мая 1980      | 2002—2006            | Флаг России | защитник   |
| Еремеев, Олег Николаевич       | 11 июня 1979    | 1997—1998            | Флаг России | защитник   |
| Ерилин Игорь                   | 1961            | 1983—1984            | Флаг СССР   | нападающий |
| Ермишин Виталий                | 1952            | 1982—1983            | Флаг России | нападающий |
| Ершов, Андрей Валерьевич       | 22 августа 1976 | 1999—2000            | Флаг России | защитник   |

## Ж
| Игрок                         | Родился         | Год                  | Страна      | Амплуа     |
| ----------------------------- | --------------- | -------------------- | ----------- | ---------- |
| Жарков Игорь                  | 1972            | 1989—1990            | Флаг СССР   | защитник   |
| Жарков, Егор Антонович        | 27 января 1987  | 2007—2008            | Флаг России | нападающий |
| Жеребцов, Сергей Валентинович | 29 августа 1972 | 1993—1995            | Флаг России | нападающий |
| Жилинский, Игорь Валентинович | 16 января 1963  | 1990—1992            | Флаг России | нападающий |
| Жмаев, Владимир Владимирович  | 7 марта 1986    | 2005—2006            | Флаг России | нападающий |
| Жмакин, Станислав Витальевич  | 25 июня 1982    | 2003—2005, 2005—2008 | Флаг России | нападающий |
| Жуков, Сергей Борисович       | 1958            | 1990—1991            | Флаг России | защитник   |
| Журиков, Сергей Викторович    | 10 августа 1977 | 1995—1999            | Флаг России | нападающий |

## З
| Игрок                         | Родился         | Год                  | Страна      | Амплуа     |
| ----------------------------- | --------------- | -------------------- | ----------- | ---------- |
| Завгороднев, Пётр Сергеевич   | 19 марта 1985   | 2005—2006            | Флаг России | нападающий |
| Забродин Юрий                 | 1966            | 1983—1989            | Флаг СССР   | защитник   |
| Затонский, Дмитрий Викторович | 30 марта 1971   | 1993—1994            | Флаг России | нападающий |
| Захаров Юрий                  | 1960            | 1983—1984            | Флаг СССР   | защитник   |
| Земко Андрей                  | 26 мая 1961     | 1985—1988            | Флаг СССР   | нападающий |
| Земсков Владимир              | 1953            | 1977—1981            | Флаг СССР   | нападающий |
| Земченко Сергей               | 31 мая 1961     | 1988—1989            | Флаг СССР   | нападающий |
| Злов, Юрий Владимирович       | 25 августа 1971 | 1993—1999, 1999—2000 | Флаг России | нападающий |
| Зозин Александр               | 1949            | 1976—1981            | Флаг России | защитник   |
| Зоркин, Владимир Николаевич   | 22 мая 1970     | 1994—???, 2000—2001  | Флаг России | нападающий |
| Зубарев Валерий               | 1942            | 1976—1978            | Флаг России | вратарь    |
| Зубов, Павел Владимирович     | 6 января 1973   | 1990—1995            | Флаг России | защитник   |
| Зубрус, Дайнюс                | 16 июня 1978    | 2004—2005            | Флаг Литвы  | нападающий |
| Зуев, Андрей Александрович    | 18 мая 1964     | 1997—1998            | Флаг России | вратарь    |

## И
| Игрок                           | Родился        | Год       | Страна      | Амплуа     |
| ------------------------------- | -------------- | --------- | ----------- | ---------- |
| Ибрагимов, Ринат Рашидович      | 7 марта 1986   | 2005—2006 | Флаг России | защитник   |
| Иванников, Валерий Николаевич   | 28 января 1967 | 1995—1996 | Флаг России | вратарь    |
| Иванов, Александр Евгеньевич    | 10 марта 1965  | 1991—1996 | Флаг России | нападающий |
| Иванов Геннадий                 | 1956           | 1978—1984 | Флаг СССР   | нападающий |
| Иваночкин Андрей                | 1971           | 1988—1989 | Флаг СССР   | нападающий |
| Иващенко Андрей                 | 1962           | 1982—1990 | Флаг СССР   | нападающий |
| Ивлиев Игорь                    | 26 января 1968 | 1988—1990 | Флаг СССР   | напдающий  |
| Игайкин Иван                    | 1951           | 1977—1979 | Флаг СССР   | нападающий |
| Игонченко, Алексей              | 1972           | 1989—1993 | Флаг России | нападающий |
| Исупов, Константин Владимирович | 25 июля 1973   | 1991—1993 | Флаг России | нападающий |

## К
| Игрок                             | Родился         | Год                             | Страна          | Амплуа     |
| --------------------------------- | --------------- | ------------------------------- | --------------- | ---------- |
| Казионов, Дмитрий Александрович   | 13 мая 1984     | 2001—2006                       | Флаг России     | нападающий |
| Калганов Виктор                   | 1955            | 1979—1980                       | Флаг СССР       | нападающий |
| Калимулин, Марат Натфулович       | 20 августа 1988 | 2005—2008                       | Флаг России     | защитник   |
| Калинин Андрей                    | 1961            | 1982—1986                       | Флаг СССР       | защитник   |
| Калтыгин, Сергей                  | 1980            | 1997—1998                       | Флаг России     | защитник   |
| Каменский, Александр              | 1963            | 1990—1992                       | Флаг России     | защитник   |
| Карепанов, Андрей                 | 1979            | 1997—1998                       | Флаг России     | нападающий |
| Карпов Анатолий                   | 1948            | 1977—1981                       | Флаг СССР       | нападающий |
| Карпов, Валерий Евгеньевич        | 5 августа 1971  | 2000—2001                       | Флаг России     | нападающий |
| Карцев, Денис Валерьевич          | 25 апреля 1976  | 2005—2007                       | Флаг России     | нападающий |
| Касаткин Сергей                   | 1955            | 1979—1983                       | Флаг СССР       | нападающий |
| Кашин Валерий                     | 1963            | 1980—1981                       | Флаг СССР       | защитник   |
| Каюков Евгений                    | 1964            | 1986—1987                       | Флаг СССР       | нападающий |
| Кирпичёв Александр                | 1953            | 1977—1983                       | Флаг СССР       | нападающий |
| Кетов, Евгений Николаевич         | 17 января 1986  | 2005—2008                       | Флаг России     | нападающий |
| Клевакин, Дмитрий Владимирович    | 20 февраля 1976 | 1997—1998                       | Флаг России     | нападающий |
| Клопов, Владимир                  | 1948            | 1976—1977                       | Флаг СССР       | нападающий |
| Кобзев Владимир                   | 1954            | 1978—1979                       | Флаг СССР       | защитник   |
| Коваленко, Андрей Николаевич      | 7 июня 1970     | 1994—1995                       | Флаг России     | нападающий |
| Ковалёв, Алексей Вячеславович     | 24 февраля 1973 | 1994—1995                       | Флаг России     | нападающий |
| Ковешников, Анатолий Леонидович   | 31 мая 1973     | 1995—1996                       | Флаг России     | нападающий |
| Ковыляев, Юрий                    | 1 июня 1978     | 1997—1998                       | Флаг России     | нападающий |
| Кожевников, Александр Игоревич    | 12 апреля 1984  | 2007—2008                       | Флаг России     | нападающий |
| Козлов, Виктор Николаевич         | 14 февраля 1975 | 1990—1993                       | Флаг России     | нападающий |
| Комаров, Анатолий                 | 1975            | 1992—1993                       | Флаг России     | защитник   |
| Комаров, Павел Владимирович       | 26 февраля 1974 | 1996—???, 2001—2002             | Флаг России     | защитник   |
| Комиссаров, Олег Викторович       | 26 октября 1970 | 1997—1998(???)                  | Флаг России     | защитник   |
| Кондаков Сергей                   | 1967            | 1984—1986                       | Флаг СССР       | нападающий |
| Кондратьев, Максим Валерьевич     | 20 января 1983  | 2001—2004, 2004—2005            | Флаг России     | защитник   |
| Конопка, Зенон                    | 2 января 1981   | 2006—2007                       | Флаг Канады     | нападающий |
| Корешков, Евгений Геннадьевич     | 11 марта 1970   | 1990—1992                       | Флаг Казахстана | нападающий |
| Корнилов Андрей                   | 1963            | 1983—1984                       | Флаг СССР       | нападающий |
| Коротков Анатолий                 | 1957            | 1982—1983                       | Флаг СССР       | защитник   |
| Костючёнок, Виктор Павлович       | 7 июня 1979     | 2006—2007                       | Флаг России     | защитник   |
| Кофтун, Олег                      | 1966            | 1992—1996                       | Флаг России     | защитник   |
| Кошечкин, Василий Владимирович    | 27 марта 1983   | 2003—2007                       | Флаг России     | вратарь    |
| Кревсун, Александр Витальевич     | 2 июня 1980     | 1996—1998                       | Флаг России     | нападающий |
| Кривоножкин, Максим Александрович | 18 февраля 1984 | 2003—2004, 2007—2008            | Флаг России     | нападающий |
| Кручинин, Андрей Анатольевич      | 18 мая 1978     | 1996—1999, 2000—2001, 2004—2006 | Флаг России     | защитник   |
| Крысанов, Антон Игоревич          | 25 марта 1987   | 2004—2008                       | Флаг России     | нападающий |
| Кузнецов Олег                     | 1961            | 1985—1988                       | Флаг СССР       | нападающий |
| Кузьмичёв, Константин Викторович  | 8 января 1975   | 1992—1995                       | Флаг России     | нападающий |
| Кулаков, Сергей                   | 1969            | 1986—1992                       | Флаг России     | нападающий |
| Куликов Владимир Николаевич       | 28 мая 1981     | 2005—2006                       | Флаг России     | вратарь    |

## Л
| Игрок                             | Родился                     | Год       | Страна      | Амплуа     |
| --------------------------------- | --------------------------- | --------- | ----------- | ---------- |
| Лаббе, Жан-Франсуа                | 15 июня 1972                | 2002—2003 | Флаг Канады | вратарь    |
| Лавров Алексей                    | 15 июля 1960-22 апреля 2008 | 1977—1987 | Флаг СССР   | защитник   |
| Лавров Вячеслав                   | 1958                        | 1990—1991 | Флаг СССР   | нападающий |
| Лазарев, Павел Викторович         | 31 марта 1970               | 1995—1996 | Флаг России | нападающий |
| Левада, Виталий Сергеевич         | 18 февраля 1983             | 2006—2007 | ???         | защитник   |
| Лемешевский, Евгений Владимирович | 8 февраля 1981              | 2007—2008 | Флаг России | защитник   |
| Леонов, Юрий                      | 1975(???)                   | 2002—2003 | Флаг России | нападающий |
| Литвиненко, Виталий Иванович      | 14 марта 1970               | 2001—2002 | Флаг России | нападающий |
| Лучинкин, Сергей Владимирович     | 16 октября 1976             | 2006—2007 | Флаг России | нападающий |
| Лушин Алексей                     | 1956                        | 1977—1982 | Флаг СССР   | защитник   |
| Любимов, Александр Владимирович   | 15 февраля 1980             | 1996—2001 | Флаг России | защитник   |
| Львов Анатолий Львович            | 5 февраля 1964              | 1990—1991 | Флаг России | нападающий |
| Лысенков Александр                | 1961                        | 1985—1987 | Флаг СССР   | вратарь    |

## М
| Игрок                             | Родился         | Год                  | Страна         | Амплуа     |
| --------------------------------- | --------------- | -------------------- | -------------- | ---------- |
| Майоров, Константин Владимирович  | 25 мая 1988     | 2005—2006, 2007—2008 | Флаг России    | нападающий |
| Маески, Игор                      | 1973            | 2001—2002            | Флаг Словакии  | нападающий |
| Макаров, Денис Николаевич         | 3 августа 1983  | 2007—2008            | Флаг России    | защитник   |
| Максимкин, Иван Владимирович      | 5 марта 1988    | 2005—2006            | Флаг России    | защитник   |
| Макрицкий, Александр Петрович     | 11 августа 1971 | 1995—1997            | Флаг России    | защитник   |
| Маленьких, Владимир Евгеньевич    | 1 октября 1980  | 1998—2000, 2000—2005 | Флаг России    | защитник   |
| Мальцев, Олег Анатольевич         | 15 апреля 1963  | 1995—1997            | Флаг России    | нападающий |
| Малышев, Егор Игоревич            | 11 июня 1986    | 2005—2006            | Флаг России    | защитник   |
| Мариненко, Николай Николаевич     | 14 января 1963  | 1990—1992            | Флаг России    | нападающий |
| Маркканен, Юсси                   | 8 мая 1975      | 2004—2005            | Флаг Финляндии | вратарь    |
| Мартынов Сергей                   | 1966            | 1983—1988            | Флаг СССР      | нападающий |
| Мартынюк, Сергей Станиславович    | 30 января 1971  | 1994—1995            | Флаг России    | нападающий |
| Марусов, Виктор                   | 1967            | 1993—1994            | Флаг России    | нападающий |
| Марчков, Сергей А.                | 12 марта 1973   | 1991—1994            | Флаг России    | нападающий |
| Марьин, Алексей Борисович         | 29 апреля 1964  | 1993—1995            | Флаг России    | вратарь    |
| Масленников, Игорь Валентинович   | 1965            | 1981—1986            | Флаг СССР      | нападающий |
| Медведев Сергей                   | 1969            | 1986—1988            | Флаг СССР      | нападающий |
| Менченков, Александр Владимирович | 1958            | 1988—1989            | Флаг СССР      | защитник   |
| Метлюк, Денис Юрьевич             | 30 января 1972  | 1989—1999, 2000—2003 | Флаг России    | нападающий |
| Метлюк, Филипп Юрьевич            | 13 декабря 1981 | 2002—2006            | Флаг России    | защитник   |
| Милехин, Михаил                   | 30 апреля 1965  | 1993—1994            | Флаг России    | защитник   |
| Минеев Владимир                   | 1951            | 1976—1980            | Флаг СССР      | вратарь    |
| Михайловский, Максим Михайлович   | 24 июля 1969    | 2001—2003, 2004—2005 | Флаг России    | вратарь    |
| Михнов, Андрей Павлович           | 26 ноября 1983  | 2004—2005, 2005—2006 | Флаг Украины   | нападающий |
| Моисеев Сергей                    | 1965            | 1980—1988            | Флаг СССР      | нападающий |
| Морозов, Валентин Алексеевич      | 1 июня 1975     | 2000—2001            | Флаг России    | нападающий |
| Морозов Борис                     | 1952            | 1976—1978            | Флаг СССР      | нападающий |
| Мороз Владимир                    | 1950            | 1977—1978            | Флаг СССР      | нападающий |
| Мохов, Степан Александрович       | 22 января 1981  | 2007—2008            | Флаг России    | защитник   |
| Мошкаров Сергей                   | 1946            | 1976—1977            | Флаг СССР      | нападающий |
| Мусакаев, Айдар Юнирович          | 4 июня 1970     | 1995—???, 1998—1999  | Флаг России    | нападающий |
| Мыльников, Дмитрий Сергеевич      | 30 июня 1978    | 1996—1997            | Флаг России    | вратарь    |
| Мякиахо, Тони                     | 11 января 1975  | 1996—1997            | Флаг Финляндии | нападающий |

## Н
| Игрок                           | Родился        | Год       | Страна      | Амплуа     |
| ------------------------------- | -------------- | --------- | ----------- | ---------- |
| Набоков, Дмитрий Викторович     | 4 января 1977  | 2000—2001 | Флаг России | нападающий |
| Назаров Валерий                 | 1948           | 1980—1983 | Флаг СССР   | защитник   |
| Наместников, Евгений Юрьевич    | 9 октября 1970 | 2001—2002 | Флаг России | защитник   |
| Нестеров, Александр Геннадьевич | 3 октября 1971 | 1992—2006 | Флаг России | нападающий |
| Никитин, Вадим                  | 1964           | 1987—1992 | Флаг России | вратарь    |
| Никитин, Игорь Борисович        | 25 апреля 1966 | 1990—1995 | Флаг России | защитник   |
| Никитин, Игорь Валерьевич       | 23 марта 1973  | 1994—1996 | Флаг России | защитник   |
| Никитин Юрий                    | 1961           | 1987—1989 | Флаг СССР   | вратарь    |
| Николаев Игорь                  | 1970           | 1988—1990 | Флаг СССР   | нападающий |
| Николаев, Сергей Геннадьевич    | 8 июня 1972    | 1995—2000 | Флаг России | вратарь    |
| Николишин, Андрей Васильевич    | 25 марта 1973  | 2005—2006 | Флаг России | нападающий |
| Никоноров, Кирилл Олегович      | 8 января 1990  | 2007—2008 | Флаг России | нападающий |
| Никулин Александр               | 1947           | 1977—1978 | Флаг СССР   | защитник   |
| Никулин Владимир                | 1952           | 1977—1978 | Флаг СССР   | защитник   |
| Никулин, Игорь Юрьевич          | 1961           | 1985—1986 | Флаг СССР   | защитник   |
| Новиков Владимир                | 1958           | 1984—1985 | Флаг СССР   | защитник   |
| Новосельцев, Иван Петрович      | 23 января 1979 | 2004—2005 | Флаг России | нападающий |

## О
| Игрок                         | Родился        | Год                  | Страна      | Амплуа     |
| ----------------------------- | -------------- | -------------------- | ----------- | ---------- |
| Овчаров Владимир              | 1957           | 1982—1989            | Флаг СССР   | защитник   |
| Озолин, Владислав Анатольевич | 23 января 1975 | 2007—2008            | Флаг России | защитник   |
| Октябрёв, Артур Сергеевич     | 26 ноября 1973 | 1996—2000, 2001—2003 | Флаг России | защитник   |
| Олексиенко Алексей            | 1965           | 1989—1990            | Флаг СССР   | нападающий |
| Оськин Вячеслав               | 1955           | 1976—1981            | Флаг СССР   | нападающий |

## П
| Игрок                            | Родился          | Год                  | Страна        | Амплуа     |
| -------------------------------- | ---------------- | -------------------- | ------------- | ---------- |
| Павленко Вячеслав Николаевич     | 27 февраля 1968  | 1989—1990            | Флаг СССР     | нападающий |
| Павлов, Евгений Николаевич       | 10 января 1981   | 1998—2000, 2000—2004 | Флаг России   | нападающий |
| Панин, Григорий Валерьевич       | 24 ноября 1985   | 2004—2008            | Флаг России   | защитник   |
| Панков, Василий Николаевич       | 15 августа 1968  | 1995—1997            | Флаг Беларуси | нападающий |
| Панов, Константин Сергеевич      | 19 июня 1980     | 2006—2008            | Флаг России   | нападающий |
| Панов, Юрий Александрович        | 21 декабря 1970  | 1992—1995            | Флаг России   | защитник   |
| Панфиленков, Станислав           | 1 января 1969    | 1993—1994            | Флаг России   | нападающий |
| Парфилов, Юрий Леонидович        | 1956             | 1985—1987            | Флаг СССР     | защитник   |
| Пастухов Сергей                  | 1952             | 1978—1980            | Флаг СССР     | нападающий |
| Пеньков Сергей                   | 1964             | 1980—1984            | Флаг СССР     | вратарь    |
| Пепеляев, Алексей Геннадьевич    | 16 июня 1984     | 2007—2008            | Флаг России   | защитник   |
| Перегудов, Константин Викторович | 6 июня 1969      | 1994—1996            | Флаг России   | нападающий |
| Пережогин, Сергей Юрьевич        | 24 января 1969   | 1993—1994            | Флаг России   | защитник   |
| Петров, Юрий Анатольевич         | 30 марта 1984    | 2007—2008            | Флаг России   | нападающий |
| Петрунин, Андрей Иванович        | 2 февраля 1978   | 1999—2002, 2005—2006 | Флаг России   | нападающий |
| Плошкин Михаил                   | 1956             | 1976—1977            | Флаг СССР     | нападающий |
| Плющев, Александр Владимирович   | 2 февраля 1986   | 2007—2008            | Флаг России   | нападающий |
| Повечеровский, Сергей Адамович   | 1960             | 1979—1980            | Флаг СССР     | нападающий |
| Подрезов, Вадим Евгеньевич       | 29 сентября 1965 | 1995—1996            | Флаг России   | защитник   |
| Поляков, Эдуард Леонидович       | 4 января 1966    | 1990—1992            | Флаг России   | нападающий |
| Попов Владимир                   | 1952             | 1976—1978            | Флаг СССР     | нападающий |
| Прилепа Сергей                   | 1953             | 1977—1979            | Флаг СССР     | нападающий |
| Прохоров, Виталий Владимирович   | 25 декабря 1966  | 2000—2001            | Флаг России   | нападающий |
| Пудовкин Евгений                 | 1964             | 1980—1989            | Флаг СССР     | нападающий |
| Пупков, Евгений Борисович        | 18 января 1976   | 2007—2008            | Флаг России   | защитник   |
| Пуяц, Георгий                    | 11 июня 1981     | 2007—2008            | Флаг Латвии   | защитник   |

## Р
| Игрок                           | Родился          | Год                       | Страна        | Амплуа     |
| ------------------------------- | ---------------- | ------------------------- | ------------- | ---------- |
| Разин, Андрей Владимирович      | 23 октября 1973  | 1991—1994                 | Флаг России   | нападающий |
| Рачинский Андрей                | 1959             | 1980—1988                 | Флаг России   | защитник   |
| Рачинский, Яков Андреевич       | 31 января 1980   | 2003(???)—2004, 2005—2008 | Флаг России   | нападающий |
| Риндо, Венсан                   | 20 апреля 1964   | 1998—2000                 | Флаг Канады   | вратарь    |
| Розаков, Раиль Александрович    | 29 марта 1981    | 2002—2003                 | Флаг России   | нападающий |
| Романенко, Александр Викторович | 29 марта 1976    | 1992—1993, 1999—2000      | Флаг России   | нападающий |
| Романишин Олег                  | 6 сентября 1965  | 1990—1991                 | Флаг СССР     | нападающий |
| Романов, Олег Константинович    | 31 марта 1970    | 1995—1998                 | Флаг Беларуси | защитник   |
| Романов, Станислав Николаевич   | 8 августа 1971   | 1997—1999                 | Флаг России   | нападающий |
| Рудаков, Олег Васильевич        | 2 декабря 1967   | 1993—1994                 | Флаг России   | нападающий |
| Рулин, Григорий                 | 1975             | 1991—1993                 | Флаг России   | защитник   |
| Рыбалко, Максим Викторович      | 16 сентября 1986 | 2007—2008                 | Флаг России   | защитник   |
| Рыбалко, Михаил Викторович      | 16 сентября 1986 | 2007—2008                 | Флаг России   | защитник   |
| Рыжих, Игорь Ю.                 | 4 февраля 1965   | 1991—1993                 | Флаг России   | защитник   |
| Рябчиков, Евгений Юрьевич       | 16 января 1974   | 1999—2000, 2000—2001      | Флаг России   | вратарь    |
| Рязанов, Михаил Геннадьевич     | 4 декабря 1986   | 2007—2008                 | Флаг России   | защитник   |

## C
| Игрок                          | Родился         | Год                                        | Страна        | Амплуа     |
| ------------------------------ | --------------- | ------------------------------------------ | ------------- | ---------- |
| Савин Валерий                  | 1953            | 1976—1977                                  | Флаг СССР     | нападающий |
| Савосин, Максим Александрович  | 30 октября 1976 | 2007—2008                                  | Флаг России   | нападающий |
| Савран Юрий                    | 1953            | 1981—1984                                  | Флаг СССР     | нападающий |
| Сайтиев Юрий                   | 1970            | 1987—1988                                  | Флаг СССР     | нападающий |
| Сапожников, Андрей Викторович  | 15 июня 1971    | 1997—1998                                  | Флаг России   | защитник   |
| Саразов, Дмитрий Анатольевич   | 19 апреля 1980  | 1996—???, 1998—2000                        | Флаг России   | нападающий |
| Сафин, Венер Расихович         | 6 октября 1964  | 1990—1991                                  | Флаг России   | защитник   |
| Сафронов, Евгений Витальевич   | 24 июля 1987    | 2002—2004                                  | Флаг России   | нападающий |
| Свинцицкий, Иван Вячеславович  | 5 мая 1970      | 1992—2000                                  | Флаг России   | нападающий |
| Свобода, Адам                  | 26 января 1978  | 2005—2006                                  | Флаг Чехии    | вратарь    |
| Севостьянов, Сергей Валерьевич | 24 июля 1980    | 1997—???, 1999—2006                        | Флаг России   | нападающий |
| Севостьянов, Михаил Валерьевич | 24 июля 1980    | 1997—1998, 1999—2000, 2000—2001, 2001—2006 | Флаг России   | нападающий |
| Седнев, Юрий                   | 1974            | 1992—1993                                  | Флаг России   | вратарь    |
| Селуянов, Александр Викторович | 24 марта 182    | 2001—2002, 2002—2005                       | Флаг России   | защитник   |
| Селуянов, Вячеслав Викторович  | 15 декабря 1986 | 2006—2007                                  | Флаг России   | защитник   |
| Семёнов, Максим Петрович       | 9 февраля 1984  | 2002—2006                                  | Флаг России   | защитник   |
| Сёмин, Александр Валерьевич    | 3 марта 1984    | 2002—2006                                  | Флаг России   | нападающий |
| Сидоров, Андрей Валентинович   | 1969            | 1993—1994                                  | Флаг России   | нападающий |
| Сидоров, Валерий Николаевич    | 15 июля 1959    | 1987—1992                                  | Флаг России   | защитник   |
| Сизенко, Антон                 | 21 марта 1975   | 1992—1993                                  | Флаг России   | нападающий |
| Скабелка, Андрей Владимирович  | 20 января 1971  | 1999—2002                                  | Флаг Беларуси | нападающий |
| Скугарев, Александр Петрович   | 13 марта 1975   | 2003—2005                                  | Флаг России   | нападающий |
| Смагин Владимир                | 1947            | 1980—1983                                  | Флаг СССР     | нападающий |
| Смирнов, Андрей Константинович | 1967            | 1990—1992                                  | Флаг России   | защитник   |
| Смирнов Михаил                 | 1954            | 1976—1977                                  | Флаг СССР     | защитник   |
| Снежкин Евгений                | 1954            | 1976—1983                                  | Флаг СССР     | нападающий |
| Соколов, Антон Андреевич       | 27 апреля 1981  | 2007—2008                                  | Флаг России   | нападающий |
| Соколов Виктор                 | 1955            | 1987—1990                                  | Флаг СССР     | защитник   |
| Солодков Сергей                | 1970            | 1984—1985                                  | Флаг СССР     | нападающий |
| Солоненко Георгий              | 1959            | 1984—1988                                  | Флаг СССР     | защитник   |
| Спиридонов, Андрей Васильевич  | 16 апреля 1984  | 2007—2008                                  | Флаг России   | защитник   |
| Степанов, Кирилл Андреевич     | 28 января 1984  | 2006—2007                                  | Флаг России   | защитник   |
| Стецовский Алексей             | 1961            | 1982—1983                                  | Флаг СССР     | нападающий |
| Страхов Юрий                   | 1959            | 1980—1981                                  | Флаг СССР     | защитник   |
| Стрелков, Михаил Владимирович  | 17 марта 1975   | 2005—2006                                  | Флаг России   | защитник   |
| Стрельников Александр          | 1960            | 1981—1982                                  | Флаг СССР     | защитник   |
| Стулов, Дмитрий Георгиевич     | 5 декабря 1973  | 1999—2000                                  | Флаг России   | защитник   |
| Субботин, Дмитрий Николаевич   | 20 октября 1977 | 1998—2000                                  | Флаг России   | нападающий |
| Сулейманов, Марат Расимович    | 20 июля 1989    | 2007—2008                                  | Флаг России   | нападающий |
| Суханов, Николай Николаевич    | 1960            | 1991—1992                                  | Флаг России   | нападающий |
| Суханов Эдуард                 | 1970            | 1987—1988                                  | Флаг СССР     | защитник   |
| Сырцов Владимир                | 1951            | 1979—1981                                  | Флаг СССР     | нападающий |
| Сыса, Василий Васильевич       | 4 марта 1985    | 2011 — н. в.                               | Флаг России   | защитник   |

## Т
| Игрок                            | Родился          | Год                  | Страна      | Амплуа     |
| -------------------------------- | ---------------- | -------------------- | ----------- | ---------- |
| Танин Дмитрий                    | 1966             | 1981—1986            | Флаг СССР   | вратарь    |
| Тарасов, Владимир Юрьевич        | 21 марта 1968    | 1990—1998            | Флаг России | защитник   |
| Тарасенко, Андрей Владимирович   | 11 сентября 1968 | 1996—2001            | Флаг России | нападающий |
| Татаринцев, Константин Сергеевич | 12 мая 1974      | 1994—1996            | Флаг России | нападающий |
| Тезиков, Алексей Павлович        | 22 июня 1978     | 1995—???, ???—2003   | Флаг России | защитник   |
| Темников Александр               | 1971             | 1988—1989            | Флаг СССР   | нападающий |
| Терехин Олег                     | 1966             | 1982—1989            | Флаг СССР   | нападающий |
| Тертышный, Сергей Викторович     | 3 июня 1970      | 2000—2002            | Флаг России | защитник   |
| Титов, Александр Николаевич      | 14 апреля 1975   | 2003—2005            | Флаг России | защитник   |
| Трвай, Иржи                      | 1974             | 2003—2004            | Флаг Чехии  | вратарь    |
| Трибунцовс, Атварс               | 14 октября 1976  | 2007—2008            | Флаг Латвии | защитник   |
| Троицкий Александр               | 1956             | 1978—1979            | Флаг СССР   | нападающий |
| Трухачёв, Игорь Алексеевич       | 3 декабря 1969   | 1993—1996            | Флаг России | нападающий |
| Тюрин, Денис Алексеевич          | 3 июня 1980      | 1996—1998, 1999—2000 | Флаг России | нападающий |
| Тюрин Юрий                       | 1948             | 1980—1983            | Флаг СССР   | защитник   |

## У
| Игрок                           | Родился         | Год       | Страна      | Амплуа     |
| ------------------------------- | --------------- | --------- | ----------- | ---------- |
| Уваров, Алексей Александрович   | 11 октября 1982 | 2005—2006 | Флаг России | нападающий |
| Усков Александр                 | 1950            | 1976—1977 | Флаг СССР   | защитник   |
| Устюгов, Анатолий Александрович | 26 июня 1977    | 2003—2004 | Флаг России | нападающий |
| Ушаков, Геннадий Владимирович   | 23 марта 1957   | 1993—1994 | Флаг России | вратарь    |

## Ф
| Игрок                         | Родился        | Год                  | Страна      | Амплуа     |
| ----------------------------- | -------------- | -------------------- | ----------- | ---------- |
| Фадеев, Сергей Юрьевич        | 16 июля 1971   | 1998—1999            | Флаг России | вратарь    |
| Фатиков, Леонид Викторович    | 24 апреля 1968 | 2000(???)—2001(???)  | Флаг России | вратарь    |
| Фаунтин, Майк                 | 26 января 1972 | 2001—2003, 2006—2008 | Флаг Канады | вратарь    |
| Федин Дмитрий                 | 1956           | 1984—1987            | Флаг СССР   | нападающий |
| Филин, Сергей Владимирович    | 19 июня 1976   | 2007—2008            | Флаг России | защитник   |
| Филиппов Дмитрий              | 1963           | 1990—1991            | Флаг СССР   | нападающий |
| Фомичёв Алексей               | 1965           | 1984—1986            | Флаг России | защитник   |
| Фролкин, Андрей Александрович | 17 мая 1980    | 2002—2003            | Флаг России | нападающий |

## Х
| Игрок                    | Родился        | Год                  | Страна        | Амплуа     |
| ------------------------ | -------------- | -------------------- | ------------- | ---------- |
| Хасаншин, Руслан ????    | 1985(????)     | 2001—2002, 2012—2013 | Флаг России   | нападающий |
| Хмыль, Олег Владимирович | 30 января 1970 | 1995—1999, 1999—2002 | Флаг Беларуси | защитник   |
| Хохлов Константин        | 1959           | 1980—1981            | Флаг СССР     | нападающий |
| Хранач, Ян               | 1969           | 2001—2002            | ????          | защитник   |
| Хуснуллин, Ильдус        | 1950           | 1979—1980            | Флаг СССР     | защитник   |

## Ц
| Игрок                       | Родился         | Год                | Страна      | Амплуа     |
| --------------------------- | --------------- | ------------------ | ----------- | ---------- |
| Царев, Андрей Александрович | 8 января 1977   | 2002—2003          | Флаг России | нападающий |
| Цыганов Игорь               | 1961            | 1977—1978          | Флаг СССР   | нападающий |
| Цыгуров, Денис Геннадьевич  | 26 февраля 1971 | 1991—???, ???—2000 | Флаг России | защитник   |
| Цыцаров Олег                | 1966            | 1987—1988          | Флаг СССР   | нападающий |

## Ч
| Игрок                            | Родился         | Год       | Страна      | Амплуа     |
| -------------------------------- | --------------- | --------- | ----------- | ---------- |
| Чагодаев, Александр Владимирович | 15 января 1981  | 2001—2002 | Флаг России | нападающий |
| Черников, Александр Михайлович   | 8 сентября 1984 | 2007—2008 | Флаг России | нападающий |
| Чиерны, Ладислав                 | 3 ноября 1974   | 2002—2004 | Словакия    | защитник   |
| Черных Роман                     | 1964            | 1980—1990 | Флаг СССР   | защитник   |
| Чечин, Евгений Владиславович     | 24 июля 1977    | 1996—1998 | Флаг России | вратарь    |
| Чиняев Евгений                   | 1963            | 1990—1991 | Флаг СССР   | защитник   |
| Чирков Андрей                    | 1954            | 1979—1985 | Флаг СССР   | вратарь    |
| Числов, Виктор В.                | 30 апреля 1977  | 1996—1997 | Флаг России | защитник   |
| Чугунов Александр                | 1961            | 1978—1980 | Флаг СССР   | нападающий |

## Ш
| Игрок                        | Родился         | Год                  | Страна      | Амплуа     |
| ---------------------------- | --------------- | -------------------- | ----------- | ---------- |
| Шайдуллин, Вадим В           | 23 марта 1966   | 1992—1994            | Флаг России | нападающий |
| Шамовцев Виктор              | 1953            | 1979—1980            | Флаг СССР   | защитник   |
| Шамолин, Дмитрий Вадимович   | 3 мая 1972      | 2007—2008            | Флаг России | нападающий |
| Шандуров, Дмитрий Юрьевич    | 20 мая 1976     | 1996—1998, 1998—1999 | Флаг России | нападающий |
| Шарапов Владимир             | 1953            | 1976—1979            | Флаг СССР   | защитник   |
| Шарифьянов, Вадим Римович    | 23 декабря 1975 | 2001—2002            | Флаг России | нападающий |
| Шаталов, Юрий Григорьевич    | 3 июня 1945     | 1980—1982            | Флаг СССР   | защитник   |
| Швецов, Владимир Леонтьевич  | 1957            | 1980—1986            | Флаг СССР   | нападающий |
| Шевцов, Игорь Евгеньевич     | 4 июля 1972     | 1999—2000            | Флаг России | нападающий |
| Шепелев Сергей               | 1957            | 1977—1979            | Флаг СССР   | нападающий |
| Шиханов, Владимир            | 1957            | 1980—1991            | Флаг СССР   | нападающий |
| Шиханов, Сергей Владимирович | 8 апреля 1978   | 1996—1999            | Флаг России | нападающий |
| Шубинов Михаил               | 1959            | 1989—1990            | Флаг СССР   | нападающий |
| Шукман Олег                  | 1971            | 1986—1989            | Флаг СССР   | вратарь    |
| Шулаков, Дмитрий Юрьевич     | 14 марта 1971   | 1993—1994            | Флаг России | защитник   |

## Ю
| Игрок                      | Родился       | Год       | Страна      | Амплуа     |
| -------------------------- | ------------- | --------- | ----------- | ---------- |
| Юдин Андрей                | 1973          | 1989—1990 | Флаг России | вратарь    |
| Юдин, Александр Валерьевич | 1 апреля 1969 | 2000—2001 | Флаг России | защитник   |
| Юлдашев Рамиль             | 1961          | 1978—1979 | Флаг России | нападающий |
| Юшин Олег                  | 1969          | 1989—1991 | Флаг России | защитник   |

## Я
| Игрок                      | Родился          | Год       | Страна      | Амплуа   |
| -------------------------- | ---------------- | --------- | ----------- | -------- |
| Якубов, Михаил Юрьевич     | 16 февраля 1982  | 2000—2001 | Флаг России | защитник |
| Якубов, Рафик Хабибуллович | 14 сентября 1966 | 1992—1995 | Флаг России | защитник |
| Ясс, Марис                 | 18 января 1985   | 2005—2006 | Флаг Латвии | защитник |
| Яханов, Андрей             | 23 июля 1973     | 2004—2006 | Флаг России | защитник |